# 太阿記
『太阿記』（たいあき）は、江戸時代初期の禅僧・沢庵宗彭が記した、仏法を通じて兵法の意義を説いた書物である。

## 概要
『太阿記』は兵法の「名人」の境地について禅の言葉で説き、悩む心がそのまま悟りに通じるという禅の「煩悩即菩提」の思想を、剣に当てはめて解説した書物である。禅話における「太阿の剣（「何物をも切り断つ剣」の比喩）」から題を取っており、禅の視点から「兵法通達の人」とはどのようなものかを説いた内容になっている。沢庵が一刀流の小野忠明(または小野忠常)に与えたとする説があるが、沢庵が初めて江戸に出た寛永6年（1629年）時点で既に忠明は死去していることや、沢庵と小野家の交際を示す当時の史料が存在しないことから後世の創作と思われ、説自体の成立事情も不明。『不動智神妙録』と同じく、将軍家兵法指南役・柳生宗矩に与えられたする説もあるが、明確な記述はない。ただし、笠井哲によると宗矩の嫡男・柳生三厳(十兵衛)の伝書『昔飛衛といふ者あり』には本著と同様の思想が論じられているとされる。。

## 内容
以下、主だった箇所の抜粋となる。
- 『蓋兵法者、不争勝負。不拘強弱。不出一歩。不退一歩。敵不見我。我不見敵。徹天地未分陰陽不到処直須得功』

　（蓋し兵法者は勝負を争わず、強弱に拘わらず、一歩も出でず、一歩も退かず。敵、我を見ず、我、敵を見ず。天地未分、陰陽到らざる処に徹して、直に功を得べし）
- 『夫通達者。不用刀殺人。用刀活人。要殺即殺。要活即活。殺々三昧。活々三昧也』

　（夫れ通達の人は、刀を用いずして人を殺し、刀を用いて人を活かす。殺すを要さば即ち殺し、活かすを要さば即ち活かす。殺々三昧、活々三昧也）
- 『通達人者とは、兵法通達の人を云ふ。不用刀殺人とは、刀を用いて人を斬ることをせねども、

　　人皆此理に逢ひては、おのれとすくみて、死漢となるが故に、人を殺すの必用なきなり。
　　用刀活人とは、刀を用いて人をあひしらひつつ、敵の働くに任せて見物せんと己が儘なり。
　　要殺即殺。要活即活。殺々三昧。活々三昧也とは、活さうとも、殺さうとも自由三昧なりとなり』
- 『斯く自由を得たる兵法家は尽くの大地の人が寄りて謀るとも、なんとも為すよう有るまじとなり。

　　（略）世界に並ぶものなしの云う事にて、謂ゆる天上天下唯我独尊なり』
- 『学之者莫軽惣(これをまなぶものけいこつかなれ)とは、此の剣の妙理を学する者は、たやすく粗相なる観念をすることなく、

　　　高く精彩を励まし、切に工夫を着けて片時も怠ること勿れ(なかれ)となり』